# 北方鐵路
北方鐵路（Northern Rail）是英國的一家鐵路客運公司。其所有者是信佳集團（Serco）和阿貝利奧集團（Abellio）。兩家公司各持有50%的股份。北方鐵路主要提供農村地區和一些長距離列車服務，线路以利物浦和曼彻斯特为中心，大部分终点站设在利物浦莱姆大街车站、曼彻斯特皮卡迪利车站以及曼彻斯特机场车站。主要服務範圍則包括了柴郡、達勒姆郡、坎布里亞郡、大曼徹斯特、蘭開夏郡、默西塞德郡、諾森伯蘭郡、泰恩賽德、泰恩-威爾郡和約克郡。

## 外部連結
- 官方網站（页面存档备份，存于）